# Louise Roussel
Pour les articles homonymes, voir Roussel.
Louise Roussel est une autrice, réalisatrice et voyageuse à vélo, française. Elle promeut la pratique du voyage et de l’aventure par les femmes. Elle vit à Lorient.

## Biographie
Louise Roussel est née dans les Flandres. En 2015, elle fait un premier voyage en vélo avec son frère. L'année suivante, elle fait un Lille-Budapest à vélo.
Militante pour les droits des personnes exilées, elle crée en 2018 VAI MA POULE une association qui organise avec et pour les exilés des activités autour du vélo (ateliers d’auto-reparation, projections, voyages et randonnées). Elle défend ainsi le droit aux loisirs pour toutes et tous.
Elle découvre le voyage à vélo et la longue distance grâce à l'américaine Lael Wilcox, cycliste d'ultra-endurance américaine. Elle publie en 2021, un guide pour la pratique du vélo par les femmes. Le vélo est un outil de mobilité, de liberté et d'émancipation pour les femmes.
Le 8 mai 2021, elle part effectuer un tour de France de 2 820 km à vélo, à la rencontre de femmes qui utilisent le vélo comme un outil. Cela va permettre de créer le film documentaire Les Échappées.
En 2022, elle s’installe en Bretagne, à Lorient, où elle continue à s’engager comme co-présidente de l’association J’ai vu un documentaire.

## Publications
- À vos cycles ! Le guide du vélo au féminin, Tana, 2021, 208 p. (ISBN 979-1030103892)
- Vélos Pratiques, Tana, 2021, 192 p.  (ISBN 1030103844)